# Secamone capitata
Secamone capitata är en oleanderväxtart som beskrevs av J. Klackenberg. Secamone capitata ingår i släktet Secamone och familjen oleanderväxter. Inga underarter finns listade i Catalogue of Life.